# Kirurgfiskar
Kirurgfiskar (Acanthuridae) är en familj i ordningen abborrartade fiskar med 6 släkten och omkring 80 arter. Till de närmaste släktingarna räknas arter ur familjen Zanclidae, fiskarten luvar, och kaninfiskarna (Siganidae).
Namnet kirurgfiskar fick dessa djur på grund av en skalpelliknande brosktagg som sitter vid stjärtfenans rot och som används i försvarssyfte. Det vetenskapliga namnet är bildat av typsläktets vetenskapliga namn, Acanthurus, som beskrevs 1787 för första gången och som i sin tur är bildat av det grekiska ordet ακάνθουρος som betyder "taggsvans". Även det grekiska ordet är en sammansättning av άκανθα, ácantha = taggen och ουρά, ourá = svans. Den förste som 1810 beskrev hela familjen var den amerikanske naturforskaren Constantine Rafinesque.

## Utseende

### Allmänt

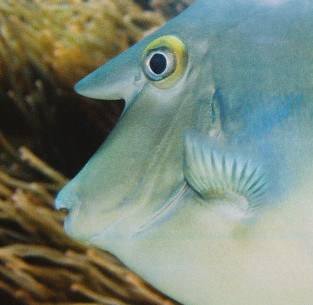
Här syns tydligt den hornliknande knölen och de avrundade bröstfenorna hos arten Naso unicornis

De flesta kirurgfiskar når en kroppslängd mellan 30 och 40 cm. Det finns även några "dvärgarter", som Acanthurus japonicus och Acanthurus randalli som bara blir 18 cm lång och den minsta arten, Ctenochaetus tominiensis, blir endast 12 cm lång.
Jättarna i familjen kirurgfiskar utgörs av arterna i underfamiljen Nasinae. Arten Naso annulatus når en kroppslängd upp till en meter och Naso fangeni blir upp till 80 cm lång. Typisk för denna underfamilj är den hornliknande knölen på pannan. Denna knöl kan hos några arter växa till en storlek som gör det omöjligt för en vuxen individ att plocka alger med munnen från korallrev. Därför byter dessa djur föda och äter plankton istället för alger.
Kännetecknande för kirurgfiskar är den smala kroppen. Hos underfamiljen Nasinae är kroppen allmänt lite längre och liknar en axeltapp. Angående kroppens färg finns vanligtvis inga skillnader mellan de olika kön men hannar kan vara lite större och hannarnas färg kan under lektiden vara lite intensivare. Hannar i underfamiljen Nasinae har vanligtvis en kraftigare och längre knöl på pannan. Hos äldre hannar av släktet Acanthurus finns ibland en buckla på pannan.
Alla kirurgfiskar har en liten mun som sitter långt ner på huvudet och den övre käken är lite större än den undre käken. Själva huvudet utgör cirka 15 procent av hela kroppslängden. Några kirurgfiskar har speciella tänder som är anpassade till deras specifika föda. Till exempel har arterna i släktet Zebrasoma en längre mun så att de kan äta alger som sitter vid svårtillgängliga ställen. Hos släktet Ctenochaetus är munnen däremot bredare och tändernas utsida liknar en fil. På så sätt har de bra förmåga att raspa sin föda från korallrev.
Vissa arter skiftar kön under livet. Arten Acanthurus coerulus är som ungdjur honor från början. Den liknar på så sätt fiskar som lever i korallrevets sprickor och "meddelar" sina fiender med denna mimicry att den är ett olönsamt byte. I denna levnadsperiod försvarar fisken framgångsrikt sitt revir mot konkurrenter även om de tillhör samma art. När ungdjuret blir större och reviret inte räcker längre ändrar sig könet till hane som hos alla andra vuxna individer. Vuxna djur av Acanthurus coerulus lever i stim. Andra arter i familjen som skyddar sig med mimicry är Acanthurus tennenti och Acanthurus pyroferus. De liknar ungdjur av mindre kejsarfiskar som ofta gömmer sig i sprickor av korallrevet.
Arter i underfamiljen Acanthurinae har långa och smala bröstfenor och hos arter i underfamiljen Nasinae är bröstfenorna korta, breda och avrundade.
Kirurgfiskarnas fjäll är små. De har tunnare hud och tunnare slemhinna på kroppen än fiskar som lever i sötvatten på grund av att det finns färre skadliga mikroorganismer i havet.

### Taggen

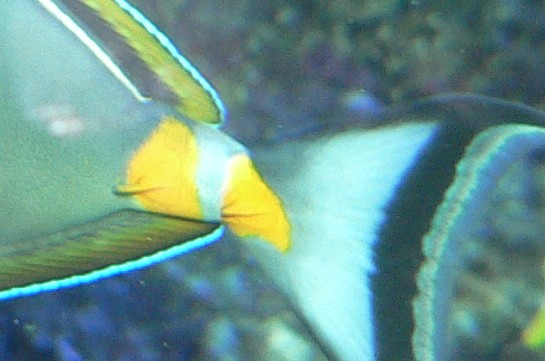
Skalpell på arten Naso literatus

Kirurgfiskarna har en till tjugo skarpa "skalpeller" vid stjärtroten. Dessa skalpeller uppkom genom omvandling av ett fjäll och har kanter som är vassa som en rakhyvel. Hos underfamiljen Nasinae och släktet Prionurus finns taggformiga hornplattor. Av dessa förekommer minst två på varje sida av kroppen.
Taggarna har ofta en påfallande färg och är därför lätta att se. Hos arter i underfamiljen Acanthurinae är skalpellen rörlig och är i viloläge placerad tätt intill kroppen. På grund av att skalpeller hos denna underfamilj inte är fästa i en muskel utan bara i en sena som är förankrad med ryggraden har dessa fiskar ingen möjlighet att aktivt lyfta taggen i försvarssyfte. Dessa fiskar höjer taggen passivt genom att slå med stjärtfenan.
Hos arter i underfamiljen Nasinae sitter taggen fast, den kan alltså alltid användas. De flesta arter i denna underfamilj har två taggar vid varje sida av stjärtroten. Arter i släktet Prionurus har tre till tio knotiga föremål vid varje sida av stjärtfenan.
Skalpellen används för att försvara sig mot fiender som muränor, havsabborrfiskar och barracudafiskar, men även vid strider mellan artfränder. Tidigare antogs att kirurgfiskar använder skalpellen för att slita upp andra fiskars mage så att de kommer åt bytets inälvor. Detta påstående är fel – skalpellen är endast ett försvarsvapen.
Blir andra djur sårade av dessa skalpeller förekommer sjukdomar som liknar en förgiftning. Forskaren André Luty visade i ett försök att alla fiskar som sårats av arten Prionorus scalpus dog trots att denna art saknar giftkörtlar. Det antas att de sårade fiskar infekterades av proteiner som sitter på kirurgfiskens hud och som har giftliknande egenskaper.
Andra kirurgfiskar som till exempel arten Paracantharus hepatus och några arter i underfamiljen Nasinae har giftkörtlar. När en människa såras av dessa skalpeller uppstår smärtande svullnader vid de träffade kroppsdelarna. Värken kan fortleva över flera veckor.

## Utbredning och habitat
Kirurgfiskar lever uteslutande i saltvatten och förekommer i närheten av ekvatorn runt hela jorden. Fem arter lever i Atlanten och övriga i Indiska oceanen eller Stilla havet. Ofta förekommer de i korallrev och laguner vid Röda havet och Persiska viken eller vid kustlinjerna av östra Afrika, Madagaskar, Japan, Hawaii och Australien.

## Ekologi

### Föda

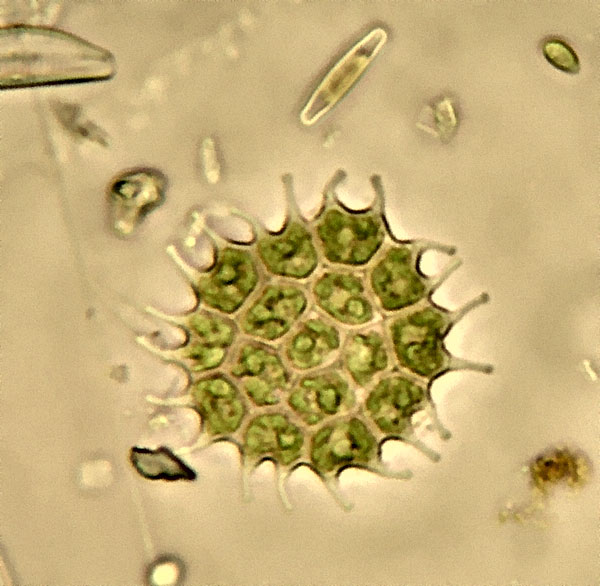
Några kirurgfiskar behöver grönalger under vintern för att kunna föröka sig

Kirurgfiskar är specialiserade på en viss sorts föda. De flesta arterna livnär sig efter tiden som larv, där de huvudsakligen äter animaliskt plankton, av vegetabilisk föda. Födan utgörs oftast av alger och detritus, alltså ämnen som uppstår genom växternas sönderdelning. Att byta till en annan sorts föda står i sammanhang med förändringar av fiskarnas kropp.
Skiftet till en annan näring visas i olika relativa tarmlängder hos unga och vuxna kirurgfiskar. En Acronurus (ung fisk) har vid en kroppslängd av 3 cm en tarmlängd av 10 cm. Vid 16 cm kroppslängd har en vuxen kirurgfisk redan en tarmlängd av 90 cm. Denna jämförelsevis stora tarmlängd är nödvändig, då vegetabilisk föda är svår att bryta ned, och fiskarnas tarmsystem inte är specialiserade på denna nedbrytning. På grund av den stora tarmlängden vistas näringen länge i kroppen, så att kirurgfisken kan utnyttja den.
Med en annan sorts föda finns även förändringar i levnadssättet. Några arter äter sin egen avföring (koprofagi) för att utnyttja de delvis nedbrutna växtämnena ännu bättre. Flera arter, särskilt de som lever av alger, upptar med födan sand som hjälper till vid sönderdelningen av algernas cellväggar. Hos kirurgfiskar som lever i Stora barriärrevet har det hittats speciella mikroorganismer som lever i en sorts symbios i fiskarnas tarmtrakt och som saknas hos andra fiskfamiljer.
Hur de olika arterna är specialiserade ses genom följande exempel. Acanthurus japonicus äter bara från det tunna alglagret som finns på naturliga klippor i revet. Acanthurus randalli behöver däremot oftare alger från divisionen Haptophyta med en större kalkandel. Hos arten Acanthurus nigrofuscus är den huvudsakliga näringskällan avhängig av årstiden. Under sommaren äter fisken röd- och brunalger och under vintern företrädesvis grönalger. Finns det inte tillräckligt med grönalg under vintern försämras fiskens förökningsmöjligheter under lektiden. Grönalger behövs för att bygga upp fettsyror som är nödvändiga för att bilda könskörtlar (gonad).
Några arter förblir planktonätare även efter tiden som larv. Till dessa räknas arterna Acantharus hepatus och Acanthurus gahm. Som redan nämnts tidigare är några individer av underfamiljen Nasinae tvungna att byta tillbaka från alger till plankton när deras knöl blir för stor. Sitt behov av alger täcker de med de alger som simmar i planktonansamlingar och genom att äta maneter. Dessa djur innehåller alger av gruppen zooxanthellae.

### Socialt beteende
Inom familjen kirurgfiskar förekommer många olika former av sociala beteendemönster. Det förekommer till och med skillnader inom en art, och ekologin kan variera på grund av fiskens ålder och de förhållanden som råder i djurets omgivning. 

#### Stim

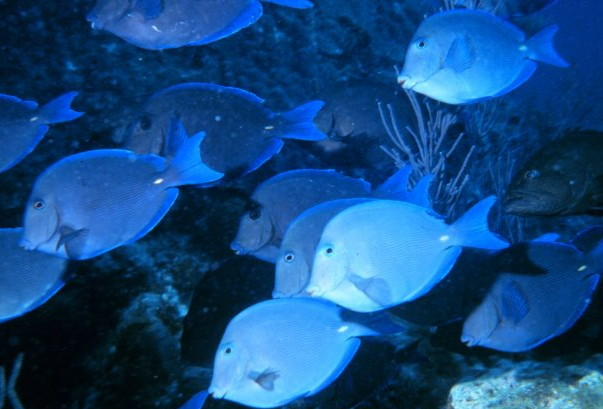
Acanthurus coeruleus är en art av kirurgfiskar som bildar stim

Några kirurgfiskar har fasta territorier när antalet individer i en region ligger under en bestämd gräns. Ökar artens bestånd i regionen bildas stim. Men de flesta kirurgfiskar lever däremot ensamma eller i par och har ofta ett revir. Kirurgfiskar lever i stim antingen under lektiden eller för att öka tillgången till föda.
I stim kan de uppsöka ställen där de som enskild fisk blir bortjagade av frökenfiskar eller andra konkurrenter. Det gäller till exempel för arterna Acanthurus coeruleus och Acanthurus leucosternon. Finns tillräcklig föda i kirurgfiskarnas ursprungliga revir uppstår inga stim. Till exempel bildade arten Acanthurus triostegus 1998 inga stim i havet kring Maldiverna på grund av att de flesta koraller i området dog, vilket gynnade algerna som utgör fiskens föda. Vanligtvis lever denna kirurgfisk i stim med upp till 1000 individer.
Den vetenskapligt väl kända arten Acanthurus nigrofuscus har ett beteende som är särskilt avhängigt från miljöparametrarna i fiskarnas habitat. Det fastställdes att denna art i vissa områden av Aqabaviken delar sitt territorium i zoner där de äter och zoner där de vilar. Varje morgon simmar alla individer av ett bestämt avsnitt i en grupp som omfattar upp till 400 djur till matplatsen. Där äter de fram till kvällen och sedan simmar de tillsammans tillbaka till vilostället där varje individ har en egen sovplats. I andra delar av samma vik bilder Acanthurus nigrofuscus bara mindre grupper av 10 till 20 individer som äter och vilar i revir med en diameter av tio till tjugo meter. Bara under lektiden bildar populationen i dessa regioner stora stim.

#### Eget revir

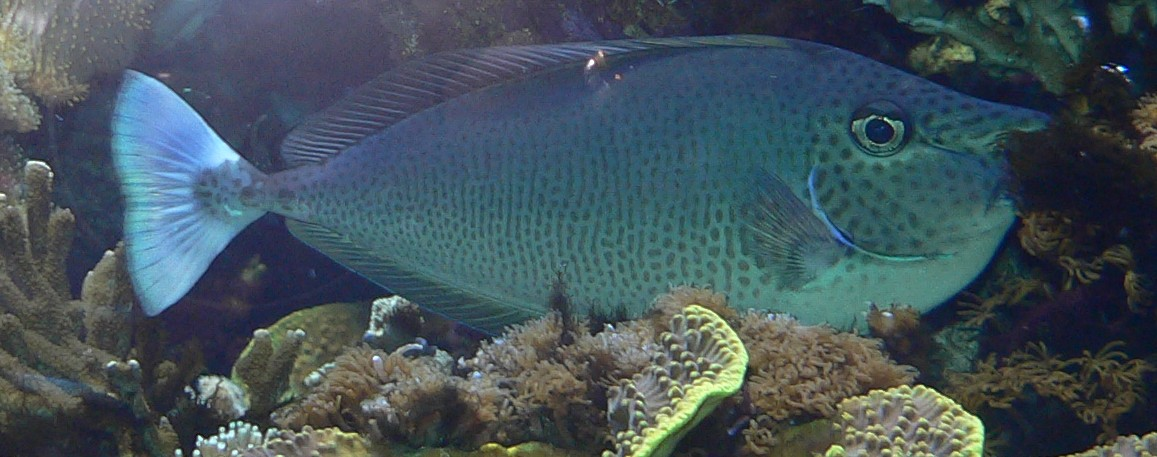
Naso brevirostris lever antingen ensam, i par eller i mindre grupper.

Flera kirurgfiskar har redan som ungdjur mindre revir som de med djärvhet försvarar mot konkurrenter. Detta är även nödvändigt på grund av att de inte kan simma till öppna områden av revet utanför sitt gömställe. Där skulle farorna vara för stora. De måste alltså leva med de alger som finns i tillflyktsortens direkta omgivning och kan inte dela födan med andra artfränder.

#### Harem
Hos Sohal kirurg och Acanthurus lineatus har det iakttagits hannar som hade ett harem. Varje hona har ett eget revir av mindre storlek och en hanne granskar och försvarar flera av dessa revir. Hannen simmar genom sitt territorium i en fastlagd runda och jagar bort alla konkurrenter av samma art och även andra fiskar som äter växter.

### Fortplantning

#### Lektiden

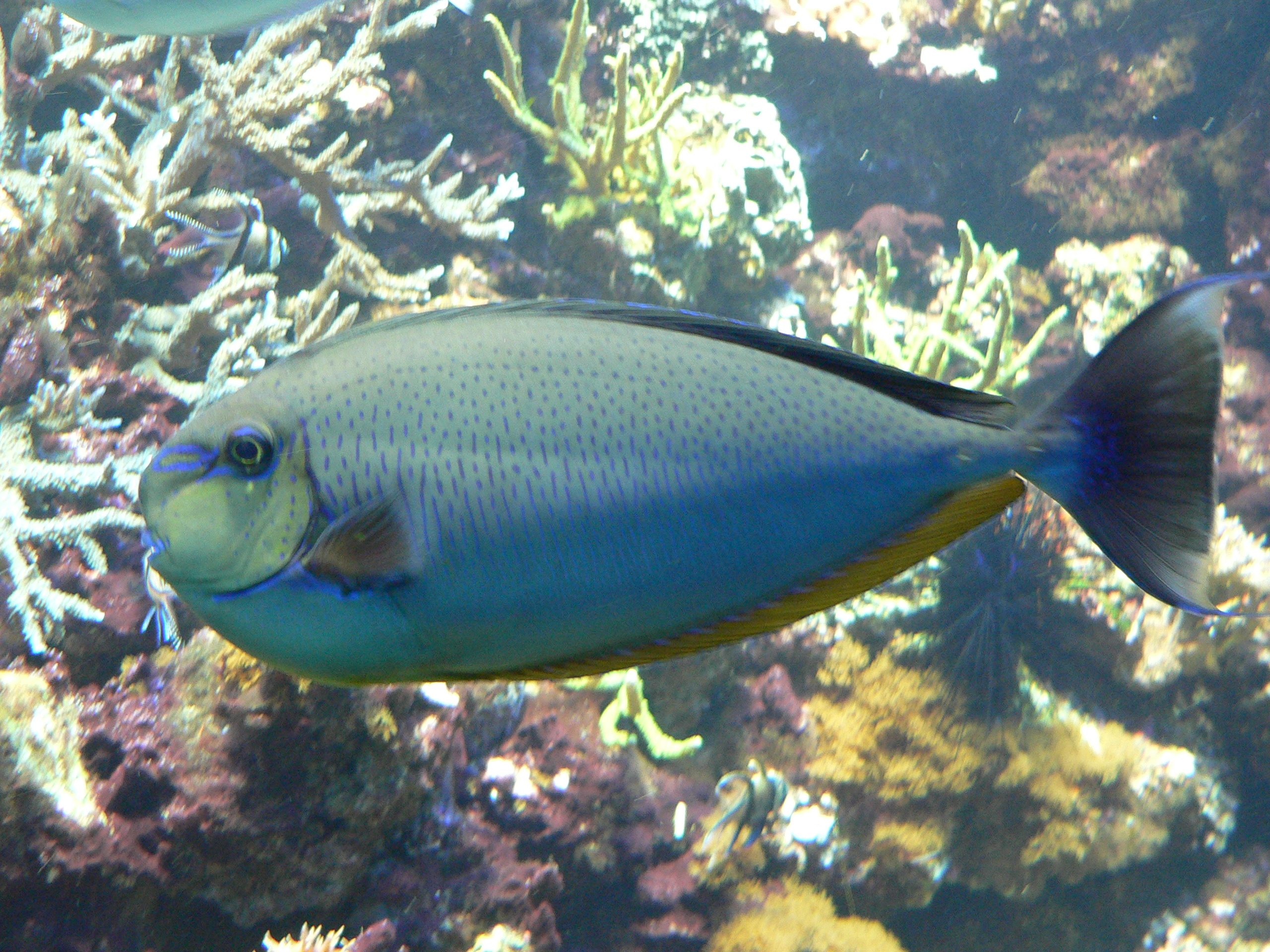
Naso vlamingii med fenor i vanlig position

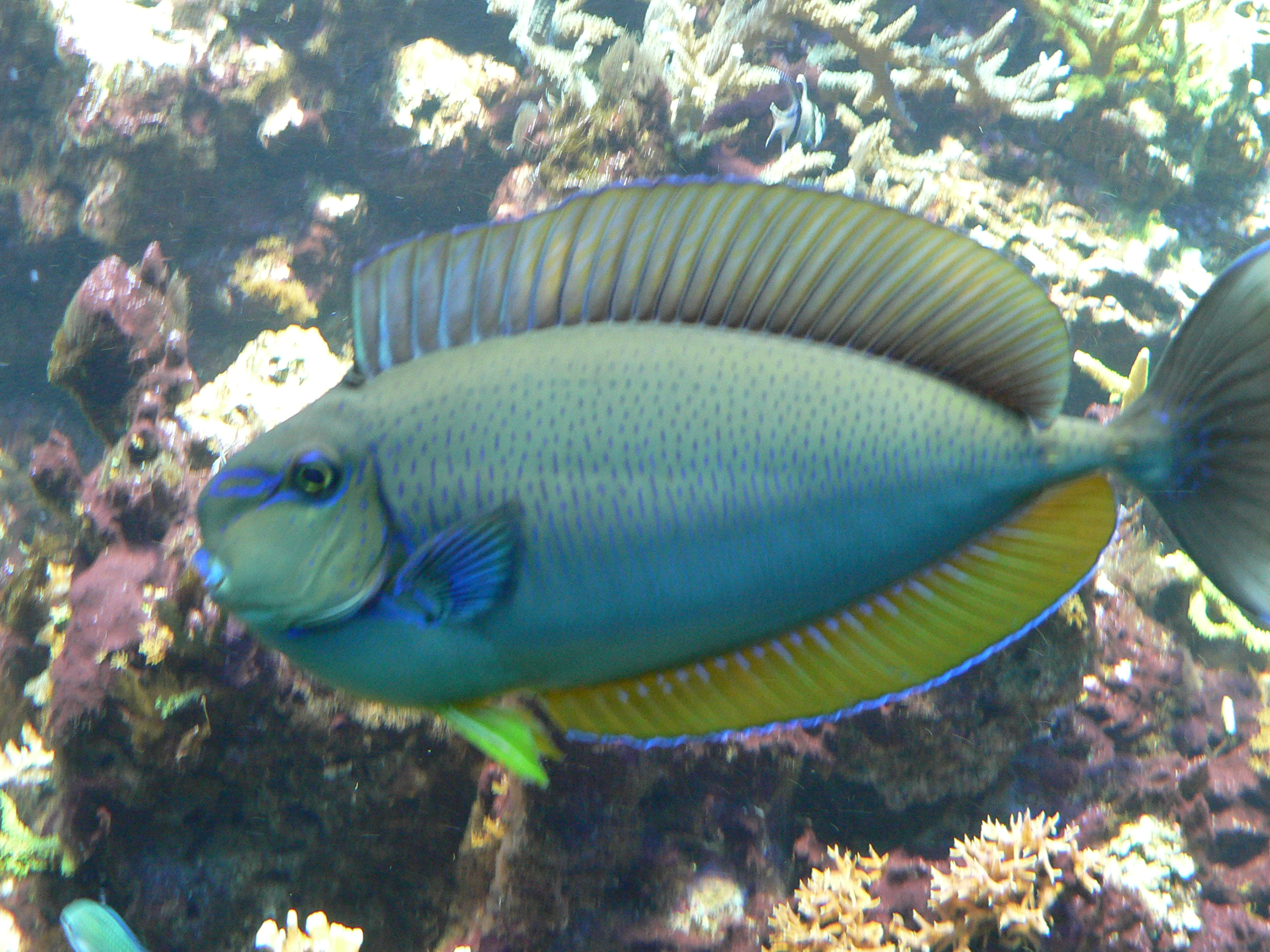
...och när den imponerar vid parningsleken.

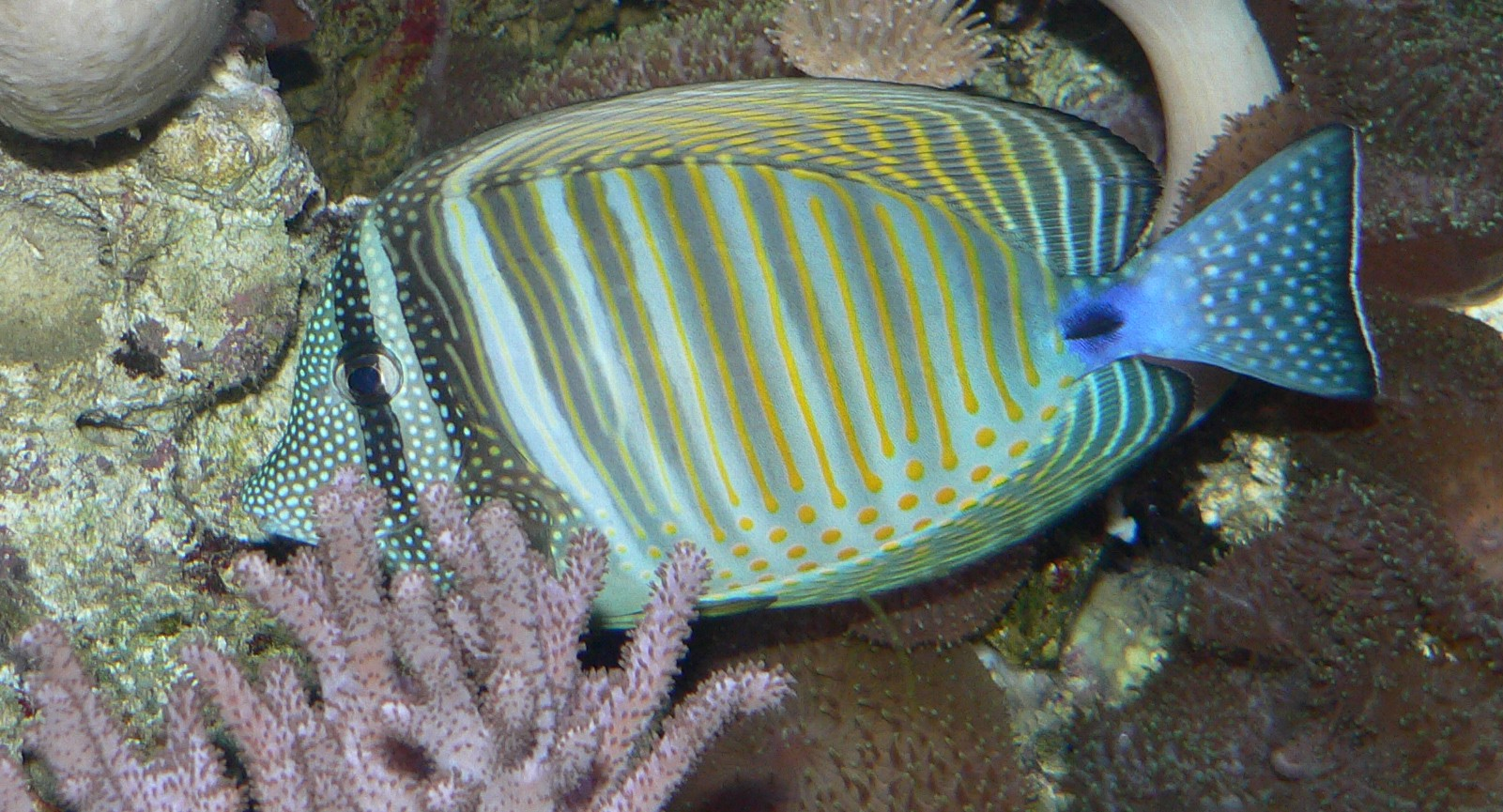
Zebrasoma desjardinii blir kontrastrikare under lektiden.

Alla kirurgfiskar uppsöker det öppna havet under lektiden. Under denna tid är de särskilt hotade av fiender. Finns det många individer i ett visst område, bildas stim där den enskilda fisken är bättre skyddad mot angrepp. Däremot parningsleker kirurgfiskar i par när antalet individer i omgivningen är för litet. Synkronisationen mellan hanne och hona under lektiden är beroende på månfasen. Många arter parningsleker vid fullmåne där skillnaden mellan ebb och flod är störst. Med hjälp av tidvattnet kan äggen eller larverna sedan flyttas långt bort från revet. På så sätt skyddas de från andra invånare i revet som äter fisklarver.
Bland kirurgfiskarna finns arter där honorna varje månad är beredda till parningslek och andra där parningsleken äger rum i en viss årstid. Dessa skillnader förekommer till och med inom en art, som en anpassning till levnadsområdet. Till exempel är honor av Acanthurus triostegus i varma havsområden nära ekvatorn parningsberedda över hela året, medan honor vid kustlinjen av Hawaii bara leker mellan december och juli.
Den egentliga parningshandlingen börjar med att de olika könen imponerar på varandra genom att ställa upp rygg- och stjärtfenorna. Hannar och honor simmar därvid parallellt. Liksom andra fiskar som parningsleker i öppet vatten simmar kirurgfiskar vid parningshandlingen två till tre meter uppåt och utstöter vid högsta punkten rom respektive sperma. Ibland genombryter de till och med vattenytan vid detta tillfälle. Försiggår parningshandlingen mellan djur som tillhör ett större stim är det bara små grupper av stimmet som parar sig samtidigt. Efteråt flyttar de tillbaka till det jämförelsevis säkra stimmet.
För en rad kirurgfiskar beskrivs ändringar av kroppens färg under lektiden. Så blir ansiktsfläcken av Acanthurus leucosternon och Acanthurus japonicus ljusare. Hos arten Zebrasoma desjardinii får de ljusa och mörka strimmorna på kroppen en större kontrast och den blåa svansfärgen blir tydligare. En av de mest markanta färgändringarna sker hos arten Naso vlamingii; denna fisk har vanligtvis en brun till olivbrun grundfärg, men hos lekande hannar kan de mörkblåa skuggarna på fjällen skifta till en skinande eller pärlemorlik blå.

#### Larvernas utveckling
Honor av kirurgfiskar lägger ett stort antal ägg. Hos en hona av arten Acanthurus triostegus som bara är 12 centimeter lång uppgick antalet till 40 000 ägg. Dessa ägg har en oljebaserad flytkropp, så att de kan sväva fritt i vattnet.
Tiden mellan lektiden och ögonblicket där larverna kläcks, är inte bara avhängig arten utan även av vattnets temperatur. Hos Acanthurus triostegus kläcks larverna vid en vattentemperatur av 24 °C redan 26 timmar efter att rommen befruktats. Dessa larver livnär sig i början av innehållet i "äggulan" och äter först efter fem dagar annan föda. De livnär sig då av små kräftdjur och fiskar som ingår i planktonmiljön.
Larverna flyttar efter 2 till 2,5 månader tillbaka till kustlinjerna som är rika på laguner med rev och mangroveskogar. Där hittar de tillräckligt med föda och gömställen. Dessa Acronurus (larver) är skivformiga, transparenta och saknar fjäll, de har en glänsande bakkropp och beskrevs tidigare länge som självständig fiskart. Omvandlingen från Acronurus till ungfisk pågår i fem dygn. Är larvernas omgivning för mörk, sker ingen omvandling. Först efter metamorfosen utgör snörformiga alger huvudfödan.

## Systematik

### Underfamiljer och släkten
- Acanthurinae
  - Acanthurus
  - Ctenochaetus
  - Palettkirurgfiskar (Paracanthurus)
  - Prionurus
  - Zebrasoma
- Nasinae
  - Naso

Följande diagram visar hur den taxonomiska uppbyggnaden av familjen ser ut.
```
kirurgfiskar (Acanthuridae)
├──Nasinae
└──Acanthurinae
   ├──
Prionurus

   └──N.N.
      ├──Zebrasomini
      │  ├──
Paracanthurus

      │  └──
Zebrastoma

      └──Acanthurini
         ├──
Acanthurus

         └──
Ctenochaetus
```

### Evolution
Kirurgfiskarnas fylogenetiska inordning är inte helt klarlagd. Enligt de nyaste uppgifterna bildar de tillsammans med familjen Zanclidae, som består av en enda art, ett taxon som kallas Acanthuroidea. Detta taxon utgör i sin tur systergruppen till djurgruppen Luvaroidea med fisken luvar (Luvaridae) och familjen Kushlukiidae †. Andra nära släktingar är kaninfiskar, argusfiskar och familjen Ephippidae. En hypotes över de bestående släktskapsförhållande ser ut som följer:
```
Acanthuroidei sensu lato
├──Squamipinnata
│  ├──Ephippidae
│  └──
argusfiskar
 (Scatophagidae)
│
└──Acanthuroidei sensu stricto
   ├──
kaninfiskar
 (Siganidae)
   └──N. N.
      ├──Luvaroidea
      │  ├── †Kushlukiidae
      │  └──
luvar
 (Luvaridae)
      │
      └──Acanthuroidea
         ├──Zanclidae
         └──kirurgfiskar (Acanthuridae)
```

#### Fossil
Kirurgfiskarna är kända från perioden eocen som började för cirka 55 miljoner år sedan. Det viktigaste fyndstället är det norditalienska bergsområdet Monte Bolca med avlagringar från Tethyshavet. Här fanns möjligheten att beskriva flera fossila släkten av kirurgfiskar, däribland Acanthuroides, Gazolaichthys, Mataspisurus, Metacanthus, Pesciarichthys, Protozebransoma, Tauichthys eller Tylerichthys.
Från samma fyndplats finns två andra släkten, Proacanthurus och Sorbinithurus, som är ungefär 52 miljoner år gamla och som troligtvis kan tillskrivas de moderna underfamiljerna. Proacanthurus tillhör underfamiljen Acanthurinae och Sorbinithurus kan klassas till underfamiljen Nasinae. Till senare gruppen hör troligtvis även släktet Arambourgthurus, som levde under oligocen för cirka 34 miljoner år sedan, och som beskrevs efter fossil från den iranska fyndplatsen Ishtebanat. Även detta släkte förekom i Tethyshavet.
Från epoken miocen är släktet Marosichthys känt, som beskrevs efter fynd från den indonesiska ön Celebes och som bevisar tidiga uppträdanden i västra Stilla havet. Troligtvis bildade denna djurgrupp tillsammans med släktena Sorbinithurus och Arambourgthurus ett monofyletiskt taxon som i sin tur är systergruppen till den moderna underfamiljen Nasinae och ett utdött släkte med namnet Eonaso. Det sistnämnda släktet förekom vid den karibiska ön Antigua och visar att det fanns en utvecklingslinje i västra Atlantiska oceanen. Det antas att släktet levde tidigast under oligocen.
En sammanfattning av de nämnda evolutionära utvecklingarna visas i följande kladogram.
```
kirurgfiskar (Acanthuridae)
├──flera fossila taxa (†
Acanthuroides
, ...,†
Tylerichthys
, indelning oklar)
├──Nasinae
│  ├──N. N.
│  │  ├──†
Marosichthys

│  │  └──N. N.  
│  │     ├──†
Sorbinithurus

│  │     └──†
Arambourgthurus

│  │
│  └──N. N.
│     ├──†
Eonaso

│     └──
Naso

│
└──Acanthurinae
   ├──
Prionurus

   └──N. N.
      ├──†
Proacanthurus

      └──Zebrasomini + Acanthurini
```

## Kirurgfiskar och människan

### Akvariefisk

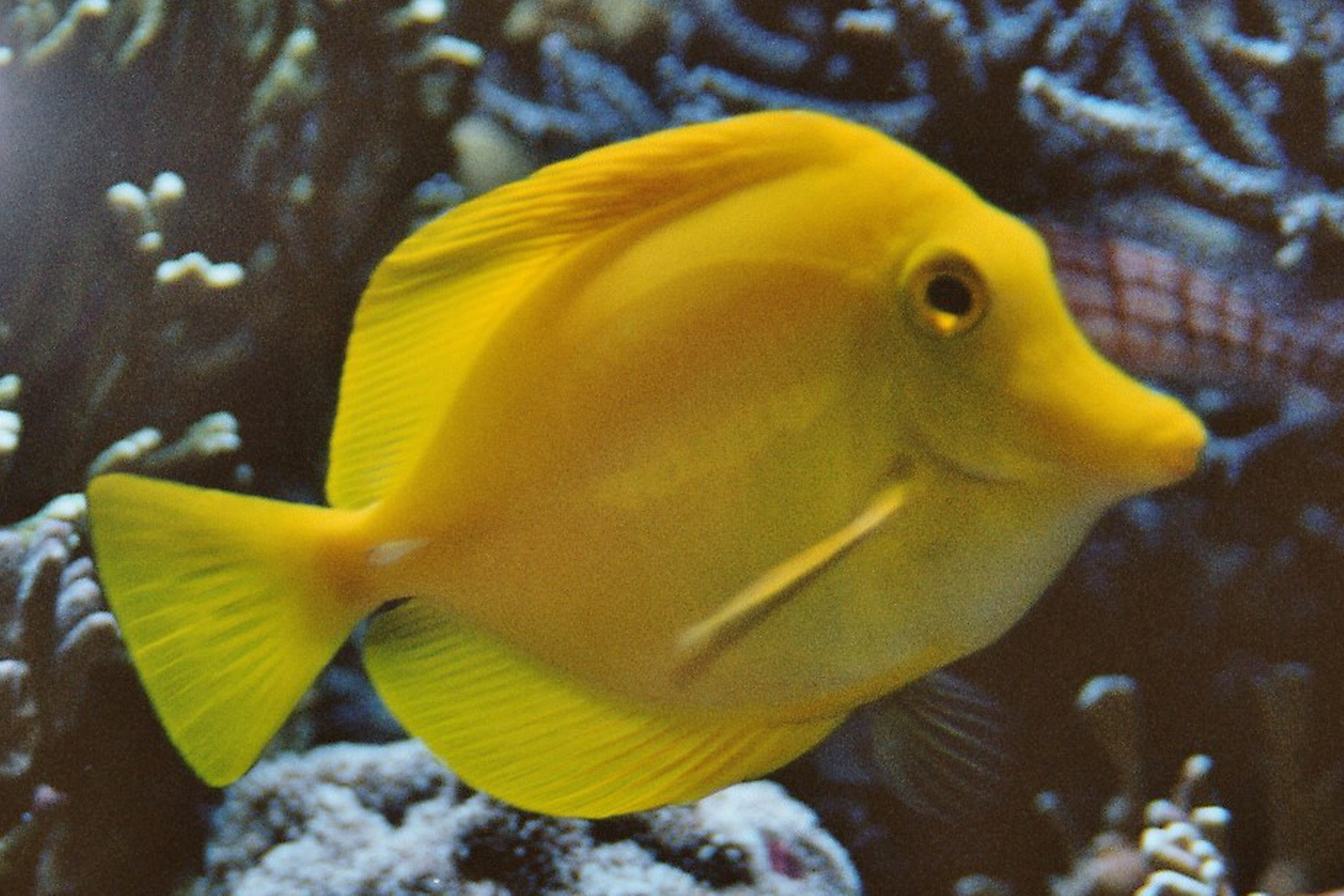
Zebrasoma flavescens är den kirurgfisk som är vanligast i akvarium.

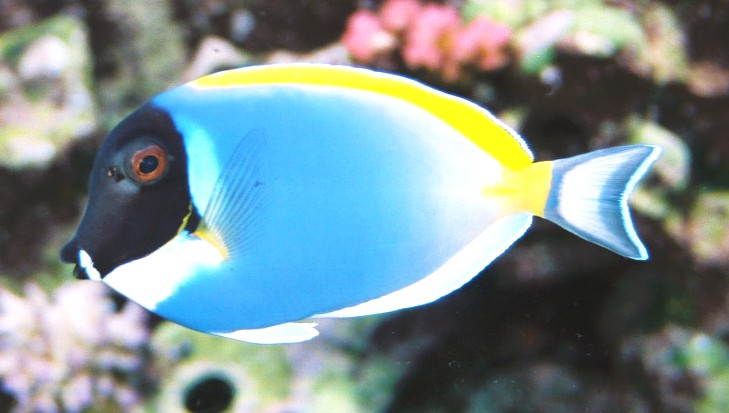
Acanthurus leucosternon blir lätt sjuk i akvarium.

Individer av familjen Acanthuridae ställer stora krav på den som vill hålla dem i akvarium. Det beror dels på deras aggressiva beteende mot artfränder och andra kirurgfiskar, dels på deras behov att simma längre sträckor och deras krav på akvariets vattenkvalitet, och dels på att många arter av kirurgfiskar är specialiserade på vissa födoämnen. Hos de flesta arter är det nödvändigt att tillsätta foder i form av alger, maskrosor, spenat eller olika sorters sallat. 
Vill man ha flera kirurgfiskar i samma akvarium är det bäst att sätta dem samtidigt i akvariet. På så sätt finns ingen etablerad rangordning. Om en ensam kirurgfisk placeras senare i akvariet kan den lätt bli till "syndabock" och risken att fisken dödas är hög.
Kirurgfiskar som förekommer i handeln är fångade från naturen, eftersom uppfödning i fångenskap inte lyckats. Att fånga vilda fiskar och ta dem från deras ursprungliga habitat anses av naturskyddsorganisationer som problematiskt, även om inte arten är hotad, eftersom många av dem dör redan innan de säljs, eller inom ett år i fångenskap. Äldre kirurgfiskar från naturen har svårt att bli vana vid förhållandena i vattenburen med fler mikroorganismer än i havet. Vissa arter som Acanthurus leucosternon blir lätt sjuka i akvarier som har en hög andel av bakterier.
I några länder finns djurskyddslagar som gäller för kirurgfiskar i akvarium. Till exempel behövs i Österrike akvarium med minst 1000 liter vatten för att hålla kirurgfiskar.
Kirurgfiskar har även lätt att bli sjuka i tarmparasiter. Dessa parasiter sprider sig snabbt i ett akvarium på grund av att kirurgfiskarna äter sin avföring. Därför kan även djur som behandlas med medikamenter snabbt bli offer för nya parasiter.

### Matfisk
Några kirurgfiskar används som mat för människor. Bara i området kring Hawaii fiskas 13 arter av kirurgfiskar och vid Palau metas 6 arter. Kirurgfiskar har dessutom en hög andel av omättade n-3-fettsyror. De är därför potentiella källor för preparat mot hjärt- och blodomloppssjukdomar.
Tillsammans med andra alger äter kirurgfiskar även dinoflagellater som innehåller gifter som maitotoxin och ciguatoxin. Fiskarna själva tar ingen skada av dessa gifter men människor kan dö i en sjukdom som kallas Ciguatera.